# Lou Reed (альбом)
Lou Reed — дебютный студийный альбом американского музыканта Лу Рида, вышедший в 1972 году.

## История альбома
После ухода из группы The Velvet Underground в 1970 году, разочарованный Лу Рид вернулся к родителям и устроился наборщиком текста в фирме налогового учёта, принадлежавшей его отцу, за 40 долларов в неделю. Через год он все же подписал контракт с RCA Records и записал первый сольный альбом со специально приглашенными музыкантами: Риком Уэйкманом и Стивом Хау из группы Yes, игравшей прогрессивный рок. Альбом состоит из песен, записанных Ридом ещё с The Velvet Underground, но не выпущенных группой. Рид и музыканты перезаписали песни, адаптировав зачастую экспериментальные мелодии группы под поп-рок. Во всех песнях незначительно изменен текст. Песни «Going Down» и «Berlin» были написаны Ридом специально для альбома.
Критики издания Stereo Review назвали диск в числе лучших альбомов года.

## Список композиций
Все песни написаны Лу Ридом, кроме отмеченной.
1. «I Can’t Stand It» — 2:37
2. «Going Down» — 2:57
3. «Walk and Talk It» — 3:40
4. «Lisa Says» — 5:34
5. «Berlin» — 5:16
6. «I Love You» — 2:21
7. «Wild Child» — 4:41
8. «Love Makes You Feel» — 3:13
9. «Ride into the Sun» (Лу Рид, Джон Кейл, Стерлинг Моррисон, Морин Такер) — 3:16
10. «Ocean» — 5:06

### Отличия от версий The Velvet Underground
| Название              | Релиз The Velvet Underground                                                          | Отличия |
| --------------------- | ------------------------------------------------------------------------------------- | --- |
| «I Can’t Stand It»    | 1969: The Velvet Underground Live, VU                                                 | Дополнительный третий куплет на версии с Lou Reed                                                                 |
| «Walk and Talk It»    | Peel Slowly and See, Loaded (Fully Loaded Edition)                                    | Версия с Lou Reed имеет другой текст и дополнительную музыкальную секцию; у V.U. песня называется «Walk and Talk» |
| «Lisa Says»           | 1969: The Velvet Underground Live, VU                                                 | Версия с VU значительно короче, иная мелодия                                                                      |
| «I Love You»          | Peel Slowly and See, Loaded (Fully Loaded Edition)                                    | Незначительная разница в текстах                                                                                  |
| «Wild Child»          | ---                                                                                   | Известно лишь, что песня исполнялась группой на концерте в 1970 году                                              |
| «Love Makes You Feel» | Loaded (Fully Loaded Edition)                                                         | Версия V.U. называется «Love Makes You Feel Ten Foot Tall», незначительная разница в текстах                      |
| «Ride into the Sun»   | Another View, Loaded (Fully Loaded Edition), Bootleg Series Volume 1: The Quine Tapes | Версия с Lou Reed близка к версии с Loaded, однако значительно изменена мелодия                                   |
| «Ocean»               | 1969: The Velvet Underground Live, VU, Loaded (Fully Loaded Edition)                  | Незначительная разница в текстах                                                                                  |

## Участники записи
- Лу Рид — вокал, гитара, фортепиано
- Стив Хау — гитара
- Рик Уэйкман — клавишные
- Пол Кио — гитара, акустическая гитара
- Калеб Куэй[англ.] — гитара, акустическая гитара, фортепиано
- Лес Хардл — бас-гитара
- Брайан Оджерс — бас-гитара
- Хелен Франсуа — бэк-вокал
- Кей Гарнер — бэк-вокал
- Клем Каттини[англ.] — ударные, перкуссия

Технический персонал:
- Ричард Робинсон — продюсер
- Майк Бобак — инженер
- Том Адамс[англ.] — художник
- Ронн Камписи — фотограф